# Necrotauliidae
 Necrotauliidae (лат.) — семейство вымерших насекомых, единственное из отряда †Necrotrichoptera, близкого к ручейникам. Известно около 20 родов. Жили в триасовом, юрском и меловом периодах.

## Описание
Жилка Sc простая (иногда с поперечной жилкой c-sc, придающей «вильчатый» вид); утрата поперечных жилок в апикальной половине крыла (редко присутствует вторично); CuA прямая апикально (CuA дугообразно изогнута апикально у Trichoptera, кроме некоторых производных групп, где она вторично прямая); крылья без нигматов (есть у Trichoptera); крылья с волосками, но никогда с чешуйками.

## Систематика
Известно около 20 родов. Таксономическое положение дискуссионное, до 2022 года семейство включали в состав отряда ручейников (Trichoptera), или рассматривали как близкое к ним. Если раньше их относили к парафилетической группе базальных Trichoptera, базальных Lepidoptera и продвинутых стволовых Amphiesmenoptera, то в последнее время их стали считать рано дивергировавшими ручейниками. Другие авторы считают их базальными Amphiesmenoptera и с 2022 года выделяют в отдельный монотипический отряд †Necrotrichoptera.
- Acisarcuatus, Anecrotaulius, Archiptilia, Austaulius, Cretotaulius, Epididontus, Karataulius, Mesotrichopteridium, Metarchitaulius, Nannotrichopteron, Necrotaulius, Palaeotaulius, Paranecrotaulius, Pararchitaulius, Parataulius, Paratrichopteridium, Pseudorthophlebia, Pteromixanum, Scyphindusia[3]